# معركة قرة حميد
معركة قرة حميد هي معركة وقعت عندما هاجم سليم الاول اراضي الصفويين وهُزم اثر ذلك ثم تراجع إلى الأراضي العثمانية وانتهت المعركة بانتصار صفوي حاسم.

## معركة
بعد مرور بعض الوقت على إكمال حملات خراسان وتركستان بنجاح والعودة إلى تبريز، تلقى الشاه إسماعيل رسالة جديدة من قاضي ديار بكر محمد خان أوستاكلي . في هذه الرسالة، تحدث محمد خان عن المشاكل التي سببها سليم، ابن السلطان العثماني السلطان بايزيد، على الحدود الغربية للدولة الصفوية .
وبحسب كتابات محمد خان، جمع الأمير سليم عددًا كبيرًا من القوات وهاجم قلعة قرة حميد مع مصطفى باشا. وبما أن محمد خان اوستاكلي كان مريضًا في ذلك الوقت، فقد سمح له شقيقه كاراخان بالذهاب أمام القوات العثمانية مع مجموعة من 10000 إلى 12000 رجل. وبعد ذلك وجه كارا خان ضربة قوية للجيش العثماني. وبحسب المصادر التي علمت أن كارا خان عبر الحدود، لم تتمكن قوات السلطان من تحقيق أهدافها واضطرت إلى العودة. استغرقت هذه العملية 15 يومًا فقط. غضب الشاه إسماعيل بشدة من هذه الأخبار وفي رسالة أرسلها إلى محمد خان طلب منه أن يرسل إليه رسالة فورًا إذا هاجم الأمير سليم الحدود الصفوية مرة أخرى. أعلن الشاه إسماعيل أنه سيأتي بنفسه ويقطع رأس ابن السلطان العثماني ويسلخ رأسه. إلا أن الشاه إسماعيل رأى أنه من المناسب أن يكتب رسالة إلى السلطان العثماني. وتم تسليم تلك الرسالة والهدايا القيمة إلى سليمان ياسافول حتى يتمكن من الذهاب إلى قصر السلطان كرسول ويسلم الرسالة والهدايا إلى السلطان العثماني. وتضمنت الهدايا جزءًا من الغنيمة المأخوذة من أبو الخير خان، وقطعة من ممتلكات جنكيز خان، وقطعة من عرش أبو الخير خان الملطخ بالدماء.